# 四边安全对话
四边安全对话（英語：Quadrilateral Security Dialogue，縮寫為QSD或简称Quad）是美国、日本、印度和澳大利亚之间的战略对话，强调对“自由开放的印度-太平洋的共同目標和實現”。四边安全对话也进行了名为馬拉巴爾（始於1992年美印合作開始）的军事演习。
2021年的联合声明“四方精神”强调了对自由开放的印度-太平洋的共同愿景，这是东海和南海基于规则的海事秩序，并承诺应对COVID-19的经济和健康影响。

## 背景

### 印度洋大海嘯
2004年印度洋大海嘯之後，美日印澳4國共同合作，提供人道和災難援助，一開始只是鬆散的夥伴關係。2007年成立Quad（四方），但隨後沉寂了近10年，尤其澳洲擔心這會激怒中國。

### 戰略競爭
冷戰結束後，美國主要戰略位於伊拉克、阿富汗等大中東地區，但因為中國崛起與北韓核問題，美國戰略重點逐漸轉往印太地區。美國國家安全戰略明確界定美國未來的最大的戰略競爭對手是中國，是對全球秩序最大挑戰，美國尋求中國周邊的自由民主國家建立戰略夥伴關係。儘管美國與日本和澳大利亞形成军事联盟，然而美國與印度建立更緊密的軍事聯繫是一個複雜困難的過程。

## 歷史
2007年由時任日本內閣总理大臣安倍晋三发起，主張四國加強合作以應對中國崛起。对话得到时任美国副总统迪克·切尼、印度总理曼莫汉·辛格、澳大利亚总理约翰·霍华德的支持。
2008年陆克文担任澳大利亚总理期间，澳大利亚单方面退出了四边安全对话，导致其停止运作，此举反映出其政府对美国和中国在亚太地区之间日益紧张的政策持一种矛盾的态度，也與陆克文在任時的親中外交政策有關。
2010年朱莉亞·吉拉德上任澳大利亚总理后，澳大利亚和美国加强军事合作。此外，美国、印度、日本仍继续通过馬拉巴爾的框架举行联合军事演习。
2017年东盟峰会期间，所有成员国重新参加了谈判，以恢复四边安全对话。在马尼拉，澳大利亚总理麦肯·腾博、日本首相安倍晋三、印度总理纳伦德拉·莫迪和美国总统唐纳德·特朗普同意重启安全对话。在特朗普实施“美国优先”关税政策，并导致中美贸易战后，出于对印太地区安全的担忧，四边安全对话再次得到重视。
2020年馬拉巴爾演习后，美国国务卿迈克·蓬佩奥会见四边成员，有媒体评论称讨论旨在将安全对话转变为具有“共同的安全和地缘政治目标”的“亚洲版北约”。四边安全对话外交、军事上的安排被普遍认为是针对对中国经济、军事力量不断增强的反应，中国政府通过向成员国发出正式外交抗议作为回应。然而，印度外交部长苏杰生驳斥了中国的主张，并称印度从来没有“北约心态”。
2020年10月，斯里兰卡外交部长对四边对话在印度洋的军事化表示担忧。澳大利亚时任总理斯科特·莫里森在东京举办的会议上表示，澳大利亚和日本原则上同意建立防卫条约，以加强军事联系。
2021年2月18日，四國舉行举行线上外長视讯会谈。3月12日，四方安全对话首次舉行線上首脑会谈。

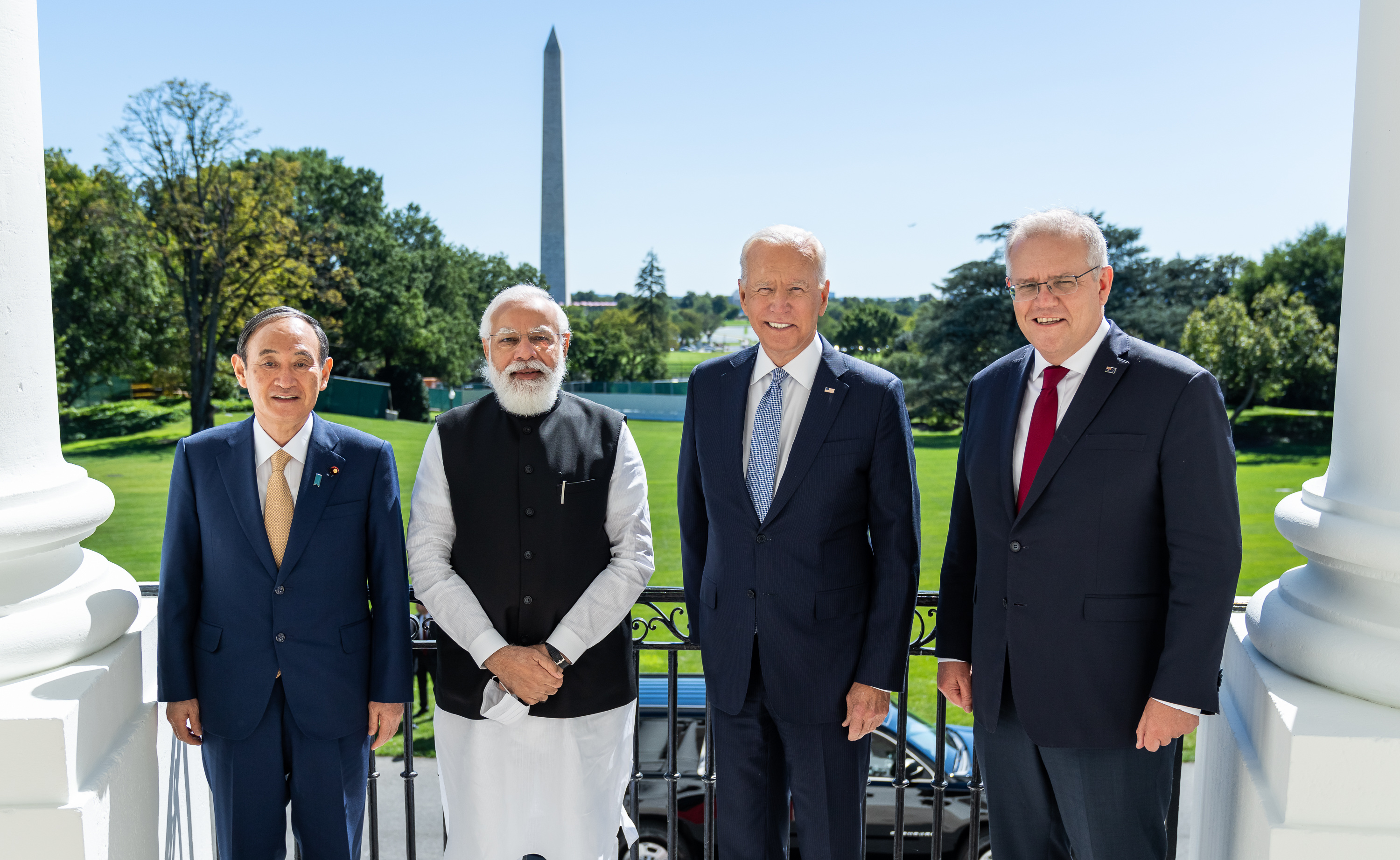
2021年9月24日华盛顿四方峰会

2021年9月24日，四边安全对话首次领袖面对面高峰会召开。
2022年5月24日，四方安全對話在東京召開。
2023年5月20日，四方安全對話各國領袖在日本廣島七大工業國集團峰會舉行場邊會談，由澳洲總理艾班尼斯主持。其共同重申對自由開放、包容和有彈性的印太地區的堅定承諾，並認為應與其印太夥伴密切合作。各國也強調致力於對氣候變化採取重大行動可靠和安全的清潔能源至關重要。其表示堅定維護印太海域和平穩定的決心，強烈反對旨在通過武力或脅迫改變現狀的破壞穩定或單邊行動，以應對包括在東海和南海基於海洋規則的秩序的挑戰。各國強調，應根據國際法和平解決爭端，不得使用武力威脅或使用武力，也對在烏克蘭戰爭表示深切關注，將繼續為烏克蘭的恢復提供人道主義援助。